# Marino Perani
Marino Perani (Ponte Nossa, 27 ottobre 1939 – Bologna, 18 ottobre 2017) è stato un calciatore e allenatore di calcio italiano, di ruolo attaccante.

## Caratteristiche tecniche

### Giocatore
Attaccante di fascia destra dal fisico minuto, dotato di classe e di buona visione di gioco, specialista nei cross da fondo campo. Era dotato di buon tiro dalla distanza, grazie al quale ha segnato oltre 80 reti in carriera.

## Carriera

### Giocatore

#### Club
Cresciuto nell'Atalanta, esordì in giovane età in Serie A nel campionato 1956-57, diventando titolare fin dal successivo, ricoprendo il ruolo di ala destra. Nel 1958, diciannovenne, passò al Bologna, legando in modo indissolubile il suo nome alla squadra rossoblù e formando con Ezio Pascutti una celeberrima coppia di ali. Dopo una prima buona stagione, nel campionato 1959-60 fu mandato al Padova di Nereo Rocco per fare esperienza. Ripreso dal Bologna, fu titolare indiscusso dal 1960 al 1974.
Nel campionato 1963-1964 fu tra i protagonisti della conquista del settimo e fin qui ultimo scudetto da parte del Bologna, disputando anche lo spareggio a Roma contro l'Inter che assegnò il titolo. Nel corso dello stesso campionato Perani fu tra i 5 giocatori coinvolti nel clamoroso "caso doping", dal quale peraltro uscì, come i suoi compagni, prosciolto per non aver commesso il fatto. Con la maglia rossoblù vinse due Coppe Italia nel 1970 e nel 1974. Nello stesso anno 1970 vinse anche la Coppa di Lega Italo-Inglese, giocando nella doppia finale contro il Manchester City. È il 5º giocatore di sempre per presenze con la maglia del Bologna, avendo totalizzato ben 415 presenze in incontri ufficiali.
Chiuse la carriera nel 1975 in Canada, con la maglia del Toronto Metros-Croatia. In totale ha collezionato 380 presenze in serie A.

#### Nazionale
Con la nazionale esordì il 14 giugno 1966, segnando anche una rete alla Bulgaria. In quello stesso anno partecipò ai Mondiali in Inghilterra, scendendo in campo in due gare della fase a gironi. Non venendo più convocato in seguito, conta 4 presenze con la maglia azzurra.

### Allenatore
Appese le scarpe al chiodo nel 1975, Perani rimase a vivere a Bologna e lavorò nella società come allenatore delle squadre giovanili. I buoni risultati ottenuti indussero il presidente Conti, nel gennaio del 1979, ad affidargli la prima squadra dopo l'esonero di Bruno Pesaola. Ma dopo sole sette partite, caratterizzate da risultati negativi, Perani fu avvicendato da Cesarino Cervellati, che portò la squadra alla salvezza, pareggiando l'ultima partita con Il Perugia per 2-2. Con una decisione un po' a sorpresa, per il campionato successivo, quello del 1979-1980, la nuova dirigenza affidò proprio a Perani la panchina della squadra; il traguardo della salvezza fu raggiunto senza patemi, ma comunque a fine stagione Perani fu sollevato dall'incarico.

Perani, tecnico del Bologna, esce dal campo assieme a Castronaro sul finire degli anni 1970

Terminato per sempre il rapporto pluriennale coi rossoblù, nel 1980 passò ad allenare l'Udinese, sempre in Serie A, ma fu esonerato verso metà campionato. Nella stagione seguente, 1981-1982, alla 15ª giornata subentrò ad Alfredo Magni sulla panchina del Brescia, in Serie B, ma non riuscì a evitare la retrocessione delle rondinelle in Serie C1.
Nel 1982-1983 subentrò sulla panchina della Salernitana, in C1. La stagione 1983-1984 vide Perani di nuovo in C1 sulla panchina del Parma; dopo un campionato di testa, la squadra si piazzò al primo posto del girone (a pari punti proprio col Bologna) e ottenne quindi la promozione in cadetteria; nel campionato successivo i negativi risultati dei ducali (poi retrocessi) indussero la società a licenziare l'allenatore a stagione in corso.
Gli anni successivi, fino al 1990, videro Perani accettare panchine di C1 e C2 in sostituzione di colleghi esonerati. Nel 1997 allenò l'Iperzola, squadra dell'hinterland bolognese, ritirandosi al termine della stagione.

## Dopo il ritiro
È stato opinionista in varie trasmissioni televisive locali di carattere sportivo. Da tempo ricoverato in una clinica bolognese, è morto nell'ottobre 2017 a 77 anni. Le sue spoglie si trovano nel cimitero del suo paese natale, Ponte Nossa.

## Statistiche

### Cronologia presenze e reti in nazionale
| Cronologia completa delle presenze e delle reti in nazionale ― Italia | Cronologia completa delle presenze e delle reti in nazionale ― Italia | Cronologia completa delle presenze e delle reti in nazionale ― Italia | Cronologia completa delle presenze e delle reti in nazionale ― Italia | Cronologia completa delle presenze e delle reti in nazionale ― Italia | Cronologia completa delle presenze e delle reti in nazionale ― Italia | Cronologia completa delle presenze e delle reti in nazionale ― Italia | Cronologia completa delle presenze e delle reti in nazionale ― Italia |
| Data                                                                  | Città                                                                 | In casa                                                               | Risultato                                                             | Ospiti                                                                | Competizione                                                          | Reti                                                                  | Note                                                                  |
| --------------------------------------------------------------------- | --------------------------------------------------------------------- | --------------------------------------------------------------------- | --------------------------------------------------------------------- | --------------------------------------------------------------------- | --------------------------------------------------------------------- | --------------------------------------------------------------------- | --------------------------------------------------------------------- |
| 14-6-1966                                                             | Bologna                                                               | Italia                                                                | 6 – 1                                                                 | Bulgaria                                                              | Amichevole                                                            | 1                                                                     |                                                                       |
| 22-6-1966                                                             | Torino                                                                | Italia                                                                | 3 – 0                                                                 | Argentina                                                             | Amichevole                                                            | -                                                                     |                                                                       |
| 13-7-1966                                                             | Sunderland                                                            | Italia                                                                | 2 – 0                                                                 | Cile                                                                  | Mondiali 1966 - 1º turno                                              | -                                                                     |                                                                       |
| 19-7-1966                                                             | Middlesbrough                                                         | Corea del Nord                                                        | 1 – 0                                                                 | Italia                                                                | Mondiali 1966 - 1º turno                                              | -                                                                     |                                                                       |
| Totale                                                                |                                                                       | Presenze                                                              | 4                                                                     |                                                                       | Reti                                                                  | 1                                                                     |                                                                       |

## Palmarès

### Giocatore

#### Club

##### Competizioni nazionali
- Campionato italiano: 1

Bologna: 1963-1964
- Coppa Italia: 2

Bologna: 1969-1970, 1973-1974

##### Competizioni internazionali
- Coppa Mitropa: 1

Bologna: 1961
- Coppa di Lega Italo-Inglese: 1

Bologna: 1970

### Allenatore

#### Competizioni nazionali
- Campionato italiano Serie C1: 1

Parma: 1983-1984 (girone A)